# Comuna Ostroveni, Dolj
Ostroveni este o comună în județul Dolj, Oltenia, România, formată din satele Lișteava și Ostroveni (reședința).

## Demografie
Componența etnică a comunei Ostroveni
     Români (84,45%)
     Romi (7,89%)
     Alte etnii (0,49%)
     Necunoscută (7,17%)
Componența confesională a comunei Ostroveni
     Ortodocși (92,34%)
     Alte religii (0,4%)
     Necunoscută (7,26%)
Conform recensământului efectuat în 2021, populația comunei Ostroveni se ridică la 4.451 de locuitori, în scădere față de recensământul anterior din 2011, când fuseseră înregistrați 5.062 de locuitori. Majoritatea locuitorilor sunt români (84,45%), cu o minoritate de romi (7,89%), iar pentru 7,17% nu se cunoaște apartenența etnică. Din punct de vedere confesional, majoritatea locuitorilor sunt ortodocși (92,34%), iar pentru 7,26% nu se cunoaște apartenența confesională.

## Politică și administrație
Comuna Ostroveni este administrată de un primar și un consiliu local compus din 13 consilieri. Primarul, Silviu-Dorel Preduș[*], de la Partidul Social Democrat, este în funcție din 1 noiembrie 2024. Începând cu alegerile locale din 2024, consiliul local are următoarea componență pe partide politice:
|  | Partid                          | Consilieri | Componența Consiliului | Componența Consiliului | Componența Consiliului | Componența Consiliului | Componența Consiliului | Componența Consiliului | Componența Consiliului | Componența Consiliului |
|  | ------------------------------- | ---------- | ---------------------- | ---------------------- | ---------------------- | ---------------------- | ---------------------- | ---------------------- | ---------------------- | ---------------------- |
|  | Partidul Social Democrat        | 8          |                        |                        |                        |                        |                        |                        |                        |                        |
|  | Partidul Național Liberal       | 4          |                        |                        |                        |                        |                        |                        |                        |                        |
|  | Alianța pentru Unirea Românilor | 1          |                        |                        |                        |                        |                        |                        |                        |                        |

## Personalități născute aici
- Gheorghe Biță (n. 1963), fotbalist.